# Прескотт, Ирен
Ире́н Пре́скотт (21 июня 1994, Данденонг, Австралия) — спортсменка из Королевства Тонга, профессиональная пловчиха. Участница Олимпийских игр 2016 года.

## Спортивная карьера
Ирен родилась в городке Данденонг, что в пригороде Мельбурна, в 1994 году.
Неоднократно принимала участие в крупных международных соревнованиях, таких как Юношеские игры Содружества в 2011 году, Чемпионат мира по водным видам спорта в 2013 году, Игры Содружества в 2014 году, а также в Олимпиаде-2016 в Рио, где заняла 61-е место в плавании на 50 м вольным стилем.